# Тагула
Та́гула (ест. Tahula küla) — село в Естонії, у волості Ляене-Сааре повіту Сааремаа.

## Населення
Чисельність населення на 31 грудня 2011 року становила 61 особу.

## Географія
Через село проходить автошлях 10 ( Рісті — Віртсу — Куйвасту — Курессааре).

## Історія
До 12 грудня 2014 року село входило до складу волості Каарма. У процесі утворення нової волості Ляене-Сааре до Тагули було приєднано село Мийзакюла.

## Пам'ятки природи
На північний схід від села розташовується заказник Тагула-Рео (Tahula-Reo hoiuala) (VI категорія МСОП). Площа — 582,3 га.